# Villa Montalban Ghetti
Villa Montalban Ghetti è una villa veneta di Collalbrigo, nel comune di Conegliano, ubicata in luogo panoramico sulla cima del colle, a pochi metri dalla chiesa di San Dionisio.

## Storia
La villa fu costruita nel XVII secolo, per essere dimora collinare della famiglia Montalbán, titolare, nel centro storico di Conegliano, di due delle maggiori architetture: Palazzo Montalban vecchio e nuovo. Nel XVIII secolo la villa di Collalbrigo fu oggetto di un ampliamento.
Nel XX secolo passò alla famiglia Ghetti; vi abitò tra gli altri il noto ingegnere Augusto Ghetti.
Lo stato conservativo attuale dell'edificio risulta essere ottimo.

## Descrizione

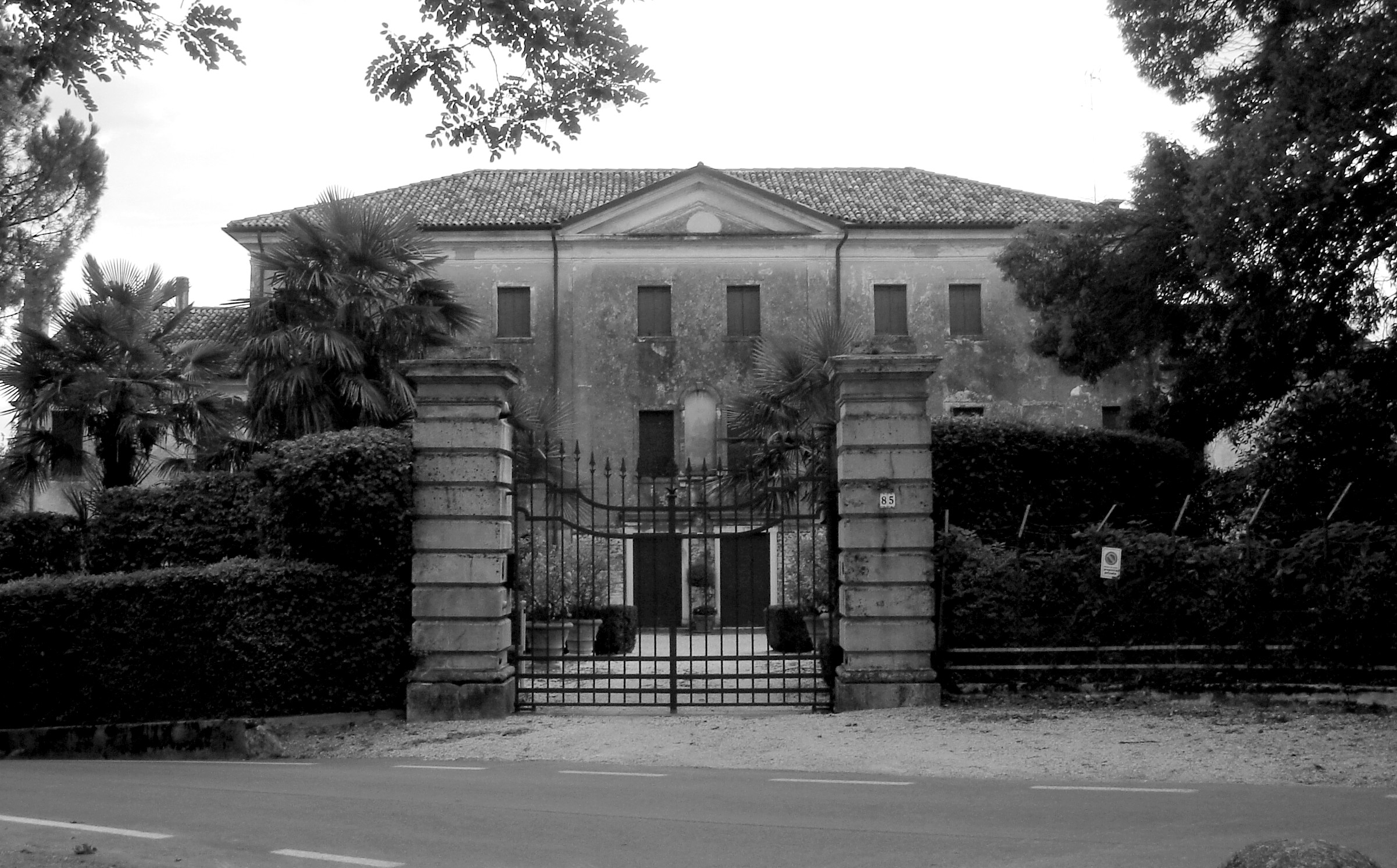
Facciata posteriore di Villa Ghetti

La struttura, disposta su tre piani, ha la facciata rivolta a sud, mentre la parte posteriore è rivolta verso il centro di Collalbrigo, a nord.
La facciata principale si mostra tripartita, per mezzo di due lesene che dividono la parte centrale dal resto del corpo: in essa si trovano, al piano terra, i tre portali, a cui corrisponde, al piano nobile una trifora inserita in elementi lapidei, con mascherone in chiave di volta e con parapetti arricchiti da sculture rappresentanti putti; al secondo piano, simmetricamente, tre piccole aperture quadrangolari.
Tre monofore per lato interessano il resto della facciata, quelle del piano nobile arricchite dagli stessi motivi scultorei della trifora, a esclusione dei parapetti.
Sulla sommità la facciata è terminata da un timpano, nel quale è inscritto lo stemma della famiglia Montalban.
Lo stesso schema si ripropone nella facciata posteriore, seppure senza gli ornamenti che fregiano centralmente la principale: infatti il settore centrale, al piano nobile, presenta un abbozzo di serliana, il cui arco centrale forma una nicchia, nella quale restano i segni di un affresco votivo.
Due simmetrici prolungamenti settecenteschi, di soli due piani, costituiscono le ali laterali della villa, circondata da un giardino alberato e dotato di pozzo, vasca e statue.
Un nutrito gruppo di annessi, attualmente in disuso, è situato a nord della villa, separato dalla strada comunale; su uno di essi, più antico della villa, è conservato un affresco del XV secolo raffigurante Crocefissione con due angeli e attribuito al "Maestro del Credo di San Pietro di Feletto".